# Catherine Mabillard
Catherine Mabillard est une sportive de ski-alpinisme et de VTT marathon née le 9 juin 1964 à Bex dans le canton de Vaud en Suisse. Elle réside dans la commune des Troistorrents dans le canton du Valais.
Elle commence le ski alpinisme en 1985 et sa première participation à une compétition est en 1986 à la course de la Valerette (Valerette Altiski).

## Palmarès

### Ski alpinisme
- 1992 :
  - 1re de la Patrouille de la Maya[2] Parcours A, par équipe avec Mélanie Farquet et Ruth Lutti
- 1994 :
  - 1re de la Patrouille de la Maya[2] Parcours A, par équipe avec Sandra Zimmerli et Marika Ducret
- 1996 :
  - 1re de la Patrouille de la Maya[2] Parcours A, par équipe avec Elsi Briguet et Marianne Chapuisat
- 1998 :
  - 1re du Tour du Matterhorn et record de la course, par équipe avec Sandra Zimmerli et Cristina Favre-Moretti[3]
- 2001 :
  - 1re aux Championnats d'Europe de ski-alpinisme par équipe avec Sandra Zimmerli
  - 1re de la Swiss Cup[4]
  - 1re du Tour du Rutor en équipe avec Véronique Ançay
- 2002 :
  - 1re de la Patrouille de la Maya[2] Parcours A, par équipe avec Véronique Ançay et Anne Bochatay
  - 3e des Championnats du monde de ski-alpinisme en individuel
  - 3e du Trophée des Gastlosen par équipe avec Anne Bochatay[5]
  - 5e des Championnats du monde de ski-alpinisme par équipe avec Christine Luyet
  - 5e des Championnats du monde de ski-alpinisme en combiné
- 2003 :
  - 1re des Championnats d'Europe de ski-alpinisme par équipe avec Cristina Favre-Moretti
  - 1re de la Dolomiti Cup par équipe avec Cristina Favre-Moretti[6]
  - 1re du Trophée des Gastlosen par équipe avec Anne Bochatay
  - 2e des Championnats d'Europe de ski-alpinisme en individuel
  - 2e des Championnats d'Europe de ski-alpinisme en combiné
- 2004 :
  - 1re des Championnats du monde de ski-alpinisme par équipe avec Cristina Favre-Moretti
  - 1re des Championnats du monde de ski-alpinisme en relai avec Cristina Favre-Moretti et Isabella Crettenand-Moretti
  - 2e des Championnats du monde de ski-alpinisme en combiné
  - 2e du Trophée des Gastlosen par équipe avec Anne Bochatay[7]
  - 4e des Championnats du monde de ski-alpinisme en individuel
- 2005 :
  - 2e des Championnats d'Europe de ski-alpinisme par équipe avec Gabrielle Magnenat
  - 5e des Championnats d'Europe de ski-alpinisme en Vertical Race
- 2006 :
  - 1re du Trophée des Gastlosen par équipe avec Séverine Pont-Combe[8]
  - 2e des Championnats de Suisse en vertical Race[9]
  - 3e des Championnats du monde de ski-alpinisme en Vertical Race
  - 3e des Championnats du monde de ski-alpinisme par équipe Séverine Pont-Combe
- 2007 :
  - 3e des Championnats d'Europe de ski-alpinisme en équipe avec Nathalie Etzensperger
  - 3e des Championnats d'Europe de ski-alpinisme en relais avec Gabrielle Magnenat et Nathalie Etzensperger
  - 6e des Championnats d'Europe de ski-alpinisme en Vertical Race
  - 6e des Championnats d'Europe de ski-alpinisme en combiné
  - 9e des Championnats d'Europe de ski-alpinisme en individuel
- 2008 :
  - 3e des Championnats du monde de ski-alpinisme par équipe avec Gabrielle Magnenat
  - 3e de la Mountain Attack race[10]
  - 4e des Championnats du monde de ski-alpinisme en course de longue distance (montée +2 500 m / descente -2 700 m)
- 2009 :
  - 1re de la course Zermatt-Rothorn[11]
  - 1re du Trophée nocturne de la Berneuse, Leysin[12]
  - 2e du Sky ski trophée avec Anne Bochatay[13]
  - 2e de la course Mountain Attack
- 2010 :
  - 2e de la course Zermatt-Rothorn[14]
  - 3e du Sellaronda Skimarathon par équipe avec Andrea Zimmermann[15]
- 2012 :
  - 2e du Trophée des Gastlosen par équipe avec Andrea Zimmermann[16]

#### LaPierra Menta
- 1999 : 4e par équipe avec Véronique Ançay
- 2003 : 2e par équipe avec Anne Bochatay
- 2004 : 1re par équipe avec Cristina Favre-Moretti
- 2005 : 3e au par équipe avec Séverine Pont-Combe

#### LaPatrouille des Glaciers
- 1998 : 1re et le record de la course, par équipe avec Sandra Zimmerli et Cristina Favre-Moretti
- 2000 : 1re par équipe avec Sandra Zimmerli et Cristina Favre-Moretti
- 2004 : 1re et record de la course, par équipe avec Cristina Favre-Moretti et Isabella Crettenand-Moretti
- 2006 : 1re et record de la course, par équipe avec Gabrielle Magnenat et Séverine Pont-Combe
- 2008 : 3e par équipe avec Cristina Favre-Moretti et Isabella Crettenand-Moretti
- 2010 : 3e (et 1re dans le classement "civil" féminin) par équipe avec Andrea Zimmermann et Sophie Dusautoir Bertrand[17]

### VTT cross country

#### Grand Raid Cristalp
- 1999 : 3e (131 km)[18]
- 2001 : 1re (131 km)[19]
- 2002 : 3e (131 km)[20]

## Autres courses
- 2001 : 1re au Kilomètre vertical de Fully